# ریکاردو آلگرتی
ریکاردو آلگرتی (انگلیسی: Riccardo Allegretti؛ زادهٔ ۱۵ فوریهٔ ۱۹۷۸) بازیکن فوتبال اهل ایتالیا است.
از باشگاه‌هایی که در آن بازی کرده‌است می‌توان به باشگاه فوتبال مودنا، باشگاه فوتبال آ.ث. میلان، باشگاه فوتبال کیه‌وو ورونا، باشگاه فوتبال ونتزیا، باشگاه فوتبال باری، باشگاه فوتبال مونتسا، باشگاه فوتبال تریستیانا، باشگاه فوتبال رجانا، باشگاه فوتبال بنونتو، باشگاه فوتبال امپولی، باشگاه فوتبال کومو، و باشگاه فوتبال آولینو اشاره کرد.